# Retrato de Irène Cahen d'Anvers
O Retrato de Irène Cahen d'Anvers, ou A Menina com Fita Azul (em francês:  La Petite Fille au ruban bleu) ou Pequena Irène (em francês:  La Petite Irène), é uma pintura a óleo do artista francês impressionista Pierre-Auguste Renoir.
A pintura foi encomendada em 1880 pelo banqueiro judeu francês Louis Cahen d'Anvers e retrata sua filha, Irène Cahen d'Anvers aos 8 anos de idade. Durante a Segunda Guerra Mundial, a obra foi saqueada pelos nazistas como parte de uma campanha de pilhagem de arte por toda a Europa. Ressurgiu em 1946 sendo exposta em Paris como uma das "obras-primas francesas encontradas na Alemanha". Em 2014, apareceu no filme de guerra The Monuments Men como uma das peças de arte salvas pelo programa Monumentos, Belas Artes e Arquivos.

## História
Durante as décadas de 1870-80, Renoir pintou diversos retratos para as famílias da comunidade judaica parisiense. Por meio do colecionador Charles Ephrussi, proprietário da Gazette des Beaux-Arts, Renoir conheceu Louis Cahen d'Anvers, um membro de uma das famílias bancárias judias mais influentes e ricas de Paris. Em 1880, Louis Cahen d'Anvers encomendou dois retratos de suas três filhas, sendo Irène a mais velha. As filhas mais novas, Alice e Elizabeth, seriam mais tarde retratadas em uma pintura conhecida como Rosa e Azul.
O Retrato de Irène Cahen d'Anvers, também conhecido como Pequena Irene, é atualmente considerado uma das obras-primas de Renoir. Na ocasião, por motivo não sabido, Luís ficou tão insatistfeito com a pintura que a pendurou nos aposentos dos criados e atrasou o pagamento de 1.500 francos para Renoir.
A obra foi exposta pela primeira vez em 1883 na primeira exposição dedicada exclusivamente a Renoir, realizada na galeria Boulevard des Capucines de Paul Durand-Ruel. Em 1910 a pintura foi comprada pela rica família Camondo, com a qual Irène se casou em 1891.
Após a queda da França, a pintura foi roubada do Castelo de Chambord pelos nazistas. Como muitas outras peças valiosas da arte europeia, ela passou a fazer parte da coleção pessoal de Hermann Göring, que depois trocou a pintura com Gustav Rochlitz por um Tondo florentino. O Retrato de Irène Cahen d'Anvers reapareceu em 1946 e foi exibido em Paris como uma das "obras-primas francesas recuperadas na Alemanha". Posteriormente, a pintura, juntamente com várias outras obras de arte roubadas pelos nazistas, foi comprada por Emil Georg Bührle, um industrial suíço, colecionador de arte de origem alemã e CEO da empresa de armamentos Oerlikon, um fornecedor do exército alemão em tempo de guerra. A pintura ainda faz parte da Coleção EG Bührle em Zurique.
A pintura foi destacados no no filme The Monuments Men em 2014 como uma das peças de arte salvas pelo programa Monumentos, Belas Artes e Arquivos. Em 2018, Pequena Irène ganhou notoriedade no Japão quando foi exposta no Centro Nacional de Arte de Tóquio, como parte de uma série de obras de arte impressionistas emprestadas pela Coleção EG Bührle.